# 国家广播电视总局四九一台
国家广播电视总局四九一台，位于北京市朝阳区双桥路9号，是隶属国家广播电视总局的大型中短波广播发射台，也是中华人民共和国功率最大、功能最全、覆盖最广的大型中短波广播发射台之一。

## 历史
国家广播电视总局四九一台始建于1918年。段祺瑞政府希望借助日本的势力统一中国，便在1918年2月21日，由中华民国海军与日本三井物产合资成立供海军通信使用的电台，称“民国海军中央无线电台”，报纸又俗称“中华民国大无线电台”。由于位于双桥一带，民间又俗称“双桥电台”。
1920年4月，该电台开始动工。1923年7月底，工程竣工。兴建铁塔6座、高200余米，发射机楼一座，宿舍小楼7座。电台的设备均由日本制造。
1937年七七事变后，日本于1938年将这座军用无线电台改为中短波发射台，使该台成为日本侵略中国的宣传阵地。该台也成为当时世界上少有的大型广播发射中心。
1945年9月中国抗日战争胜利，国民政府接管了双桥电台，并在1945年10月10日以“北平广播电台”为呼号开始播音。北平和平解放前夕，1948年12月15日，中共中央宣传部中央广播事业管理处、中共中央军委三局、冀东军区城工部派出代表正式接管这座“双桥大无线电台”。1949年2月2日，面向北平广播的“北平新华广播电台”开始播音。1949年1季度（3月8日），双桥电台恢复播音，“四九一”的名称便因1949年1季度而来。1949年3月25日，中共中央领导的陕北新华广播电台迁入北平，命名为北平新华广播电台，于是面向北平广播的北平新华广播电台更名为北平人民广播电台（1951年3月更名为“北京人民广播电台”）。双桥电台被中共中央领导的北平新华广播电台（今中央人民广播电台的前身）使用。1949年9月27日，北平新华广播电台更名为“北京新华广播电台”。
1949年4月21日，毛泽东和朱德下达渡江作战命令，当天即有中国人民解放军30万人渡过长江。4月22日，北平新华广播电台播音员齐越向全世界广播了该消息。 1949年4月23日，北平新华广播电台的梅益奉中央命令，指示齐越在广播中向南京的中央广播电台呼叫：“请南京广播电台注意：明天早晨8点半以后，北平新华广播电台用640千周向你们呼叫，请你们用9730千周和我们联络。”4月24日晨，北平新华广播电台在梅益的主持下，由齐越向南京的中央广播电台通话。这是中国共产党领导下的广播电台首次同敌方通话。南京的中央广播电台的播音员蔡骧接到通话，齐越向其下达了行政业务指令，要求南京的中央广播电台等待中国人民解放军南京市军事管制委员会接管，并要求中央广播电台自即日起全部转播北平新华广播电台的节目。蔡骧等人照办。至此，南京的中央广播电台停止播音。蔡骧及其同事在此次广播通话后，保护了电台及设备，抵制了一批不明身份者提出的进入广播室广播的要求。中华人民共和国成立后，蔡骧参加革命队伍，后来成为导演。蔡骧还多次和齐越见面，共同研究朗诵技巧，还曾共同灌制朗诵唱片。
1949年10月1日晨，北京新华广播电台发出预告，决定全部转播当日下午3点开始的开国大典实况。这是中国共产党领导下的广播电台首次覆盖全中国的转播，也是中国共产党领导下的广播电台首次进行实况转播。为给这次转播起名，中央广播事业管理处处长廖承志委托北平新华广播电台负责人梅益、温济泽考虑，梅益、温济泽最后商定将此次转播称作“实况转播”。梅益、温济泽发明的“实况转播”这个业务名词从此一直沿用至今。通过四九一台，开国大典实况获得转播。
中华人民共和国成立初期，因保密需要，四九一台的台址外不挂牌匾。如今，四九一台的台号和位置早已不再对外保密。2013年，随着国家广播电影电视总局合并更名为国家新闻出版广电总局，四九一台的名称也从“国家广播电影电视总局四九一台”更名为“国家新闻出版广电总局四九一台”。2018年机构改革后，四九一台的名称更名为“国家广播电视总局四九一台”。
四九一台是中国首个大功率发射台，首个对国际广播电台，首个对台湾广播电台，首个使用中国设计架设最高塔的电台。党和国家领导人朱德、刘少奇、周恩来等曾先后到四九一台视察。
四九一台占地面积大约100多亩，行政区面积大约2000平方米。2001年，四九一台被评为“首都绿化美化花园式单位”。2003年，该台现存的7座欧式建筑被定为北京市文物保护单位。2013年，被定为第七批全国重点文物保护单位。

## 建筑
四九一台现存原来的7座宿舍小楼中的5座，以及机房。宿舍小楼建筑群属于北欧乡村别墅式风格，楼基采用花岗岩及红色砖砌成，墙体为桔黄色镶白色水泥的门窗框，楼顶为不规则多面坡式顶覆红色片瓦。7座宿舍小楼独立在庭院的东、西、南、北，如今仅存5座。
- 一号楼：建筑面积430平方米，原为电台官员住舍。该楼位于庭院南端，楼门向北。一层有8间房屋，二层有4间房屋，木质楼梯，室内地面均铺装实木地板。室内还设有欧式铸铁壁炉。该楼基石为花岗岩，楼体桔黄色，楼顶为不规则多坡式顶，覆红色片瓦。门窗边框用水泥砌成拱形和方形，均是白色。该楼平面呈丁字形，东西走向。该楼始建于1920年。[2]
- 二号楼：建筑面积230平方米，为驻地官兵俱乐部旧址。该楼位于庭院南端。楼门向北。一层有3间房屋，如今室内已经改为电台展览厅。顺着木质楼梯可到二层，二层有5间房屋。室内地面均铺装实木地板。该楼基石为花岗岩，有的高2米。门窗框有圆形、拱形、长方形。[2]
- 三号楼：建筑面积167平方米，为民国海军通讯基地的官舍旧址。该楼位于庭院西端。楼门向东。一层有7间房屋，二层有3间房屋，木质楼梯，室内地面均铺装实木地板。室内设有铸铁壁炉。该楼基石为花岗岩，楼体桔黄色，楼顶为不规则多坡式顶，覆红色片瓦。该楼平面呈南北走向。[2]
- 四号楼：建筑面积759平方米，原为官兵和技术人员住舍。该楼位于庭院北端。一层东面7间房屋，西面7间房屋，中间为楼门洞，坐北朝南。二层东面6间房屋，西面6间房屋，中间3间房屋。木质楼梯，实木地板，设有欧式铸铁壁炉。该楼基石为红砖砌成。楼顶为两面坡式，覆红色片瓦。该楼平面呈东西走向。[2]
- 五号楼：建筑面积409平方米，原为工程技术人员住舍。该楼位于庭院北端。楼门坐北朝南。分隔为三个门洞：东门洞内一层有4间房屋，二层有3间房屋；中门洞内一层有4间房屋，二层有3间房屋；西门洞内一层有4间房屋，二层有3间房屋。木质楼梯，实木地板，设有铸铁壁炉。该楼为复式结构。该楼基石为红砖砌成。楼顶为两面坡式。[2]
- 六号楼、七号楼：已不存在。[2]
- 机房：建筑面积2767平方米，原为民国海军通讯处。楼门向西。楼体南北走向，大约50米长。仿军舰形状。楼高6层，为塔式建筑。楼内设有一座大约900平方米的大厅，现已成为教学大厅。室内发射设备均由日本制造。楼基为花岗岩，楼体为钢石结构。楼体为桔黄色。门窗为长方形、拱形，用水泥砌成白色窗框。楼前有一座大型日本式喷淋圆形凉水池。如今该楼为广播系统培训中心。[2]

## 目前转播的电台
- 中央人民广播电台